# Henryk Sienkiewicz
Henryk Adam Aleksander Pius Sienkiewicz de Oszyk (/ˈxɛnrɨk ˈadam alɛˈksandɛr ˈpʲus ɕɛnˈkʲevʲitʂ de ˈɔʂɨk/; n. 5 mai 1846, Wola Okrzejska⁠(d), uezdul Lukovski⁠(d), Polonia Congresului, Imperiul Rus – d. 15 noiembrie 1916, Vevey, cantonul Vaud, Elveția) a fost un romancier și nuvelist polonez, unul dintre cei mai mari prozatori polonezi, laureat al Premiului Nobel pentru Literatură în 1905.

## Motivația Juriului Nobel
"...pentru meritele sale excepționale ca scriitor epic".

## Date biografice
Sienkiewicz s-a născut la 5 mai 1846, în localitatea Wola Okrzejska, sat din regiunea Podlasie, care aparținea bunicilor săi, fiind botezat cu două zile mai târziu. A fost al doilea copil, fratele său mai mare, Kazimierz, murind în 1871, în timpul războiului franco-prusac. În urma lui se nasc patru surori. Tatăl său, Józef Sienkiewicz era un mic arendaș în administrația pădurilor, care cultiva la copiii săi tradițiile cavalerești și patriotice, învățându-i pe de rost Cântecele istorice ale lui J. U. Niemcewicz înainte de a-i învăța să citească. Mama sa, Stefania Cieciszowska, era descendenta unor aristocrați avuți din Podlasie.
Printre strămoșii mamei se numără doi clerici, capelanul regelui Ioan Cazimir și episcopul de Luck, istoricul Joachim Lelewel, contele-literat Bruno Kiciński, precum și scriitoarea Jadwiga Łuszczewska, cunoscută sub pseudonimul de Deotyma, al cărei salon literar era frecventat de scriitorii epocii, printre care și Henryk Sienkievicz. Un unchi al tatălui slujise regelui Stanisław August.  
În 1858 s-a înscris la cursurile gimnaziului real din Varșovia, apoi la alte licee din capitală. Sienkiewicz nu a fost prea silitor la învățătură. Îl atrăgeau mai mult lecturile și portretele cavalerilor în armuri, care împodobeau o biserică în stil gotic de pe strada Świętojańska din Varșovia, pe care trecea zilnic spre gimnaziu. În anul 1866 părăsește școala, din cauza lipsurilor materiale, fără să-și susțină examenul de maturitate. Este angajat ca preceptor în casa unor moșieri, la țară. Se pregătește pentru bacalaureat și își sporește veniturile prin diferite slujbe mărunte la redacțiile unor reviste literare. Din acest an datează primele încercări literare. Susține bacalaureatul un an mai târziu, când își începe, tot la Varșovia, și studiile superioare, mai întâi la Facultatea de Drept, apoi la cea de Medicină și, în cele din urmă, din 1867, la Filologie. Disputele dintre adepții și adversarii pozitivismului îl apropie de cei dintâi, dar între anii 1869 și 1873 parcurge toate nuanțele de la radicalismul manifestat de Przegląd Tygodniowy la tradiționalismul cotidianului conservator de la Gazeta Polska, la care colaborează. În anul 1871 își întrerupe din nou studiile. 
În 1872 publică primul său roman, Na Marne (În zadar), în foiletonul revistei bilunare Wienec (Cununa). Apar două povestiri, intitulate Humorești din servieta lui Worszyllo, în care subliniază utilitatea progresului tehnic, rolul educativ și progresist al proprietarului de pământ „iluminat” de studii și purtarea exemplară a unei fete care preferă o căsătorie împotriva convențiilor sociale în detrimentul unei căsătorii din interes. În a doua jumătate a anului își începe cariera de gazetar la Wienec, unde deține rubrica Probleme curente, și Gazeta Polska (Gazeta polonă).
În 1874, alături de doi prieteni scriitori, preia conducerea revistei Niwa (Ogor), unde desfășoară o bogată activitate de cronicar dramatic. 

## Călătoria în Statele Unite și Europa Occidentală (1876-1879)
Nuvelele Idilă (1875), Bătrânul servitor (1875), apărută în Gazeta Polska, și Hania (1876), în care sunt evocate timpuri și figuri „de odinioară”, îl ajută să își dezvolte reputația de scriitor. În intervalul 1875-1876 are rubrica permanentă Clipa de față, în paginile ziarului Gazeta Polska. Își semnează cele 40 de articole săptămânale pe teme curente cu pseudonimul Litwos. Astfel, el era ziaristul preferat al varșovienilor în 1876, când pleacă în Statele Unite, de unde se va întoarce abia în 1879, după o perioadă de un an petrecută la Paris. La 19 februarie 1876, cotidianul Gazeta Polska le adresa cititorilor următorul anunț: „Domnul Henryk Sienkiewicz, talentatul nostru colaborator, cunoscut sub pseudonimul Litwos, pleacă astăzi în America, de unde ne va trimite corespondențe din toate locurile mai interesante ale Statelor Unite, iar după aceea de la expoziția din Filadelfia”. Pe lângă această însărcinare, care îi permite să își finanțeze călătoria, el pleacă în California, împreună cu câțiva prieteni, pictori și scriitori, printre care și celebra actriță Helena Modrzejewska și soțul ei, contele Chapolski, să cumpere o locuință și un teren pentru o fermă, fiind atrași de ideea de a întemeia o colonie în California, după modelul cunoscutului falanster Brook Farm din Boston. În calitate de corespondent de presă, își prezintă impresiile sale din America în Scrisori din călătorie ale lui Litwos (Listy z podróży) publicate ulterior în volum.

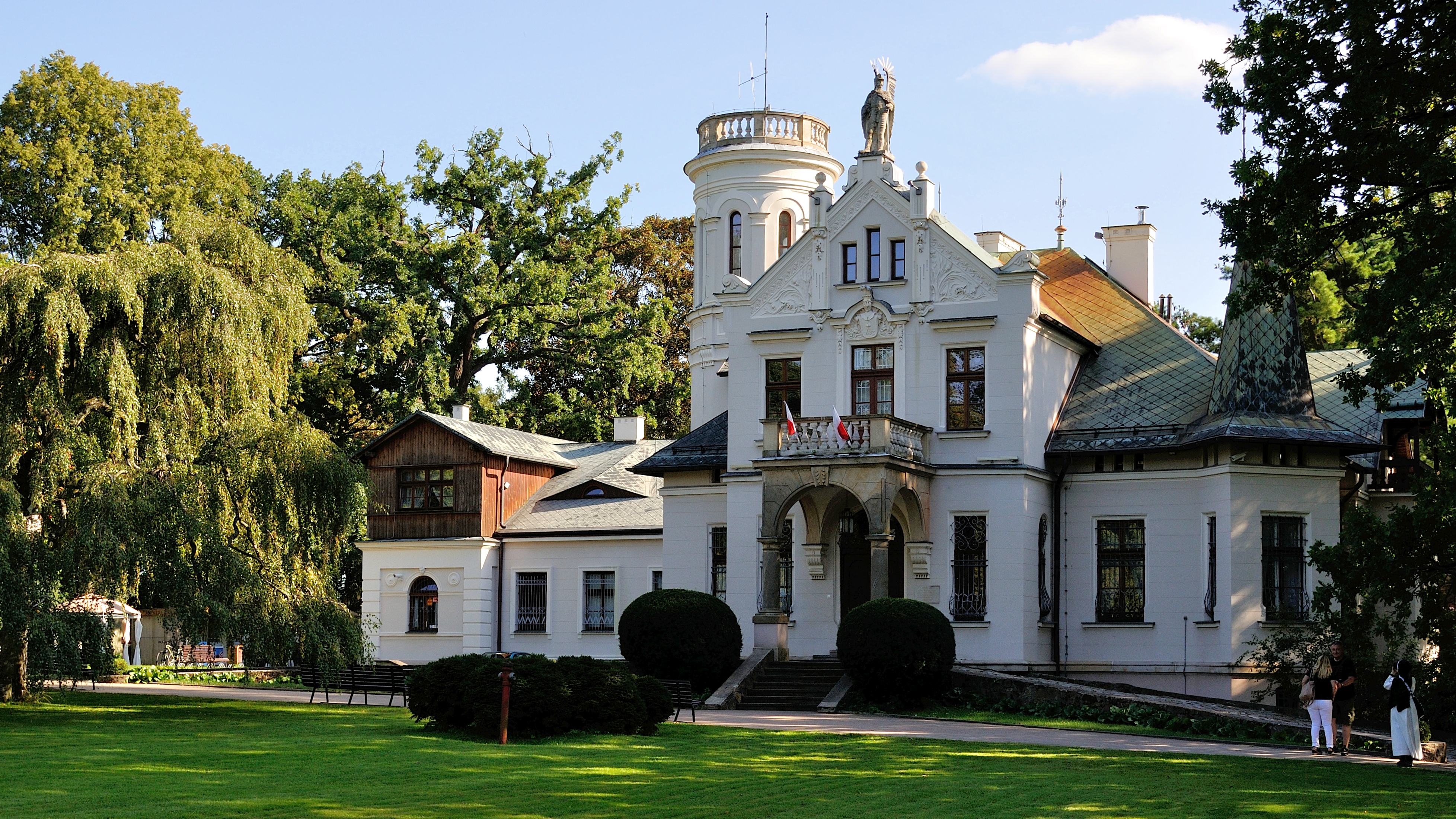
Muzeul Oblęgorek

Contactul cu "lumea nouă" îl impresionează la început, dar sesizează repede și efectele negative ale "civilizației". Îl revoltă politica de exterminare a indienilor și drama imigranților polonezi. Nostalgia macină repede entuziasmul "coloniștilor-artiști" și proiectele inițiale sunt abandonate. Vizitându-și compatrioții, Sienkiewicz descoperă prototipurile multor personaje din cărțile sale. Tragedia indienilor îi sugerează analogii cu situația în care se afla poporul său după dezmembrarea Poloniei.
Între 1876 - 1879, în perioada sa „americană”, scrie mai multe nuvele, printre care Schiță în cărbune, întâmpinată în țara sa cu o polemică pasionantă, și Îngerul. În cadrul acestor nuvele, considerate mici capodopere, Sienkiewicz tratează problemele politico-sociale ale patriei sale, prin comparație cu realitățile occidentale. Surprinde indiferența nobililor polonezi și abuzul autorităților imperiale țariste. În nuvelele lui americane, eroii săi sunt emigranți polonezi alungați de condițiile inumane din țara lor.
În aprilie 1878 se întoarce în Europa, petrecând o perioadă la Paris, unde vizitează Expoziția generală de industrie și comerț. Din această perioadă datează Scrisorile lui Litwos de la expoziția din Paris (Listy Litwosa z wystawy Paryskiej), publicate în Gazeta Polska, și Scrisori din Paris (Listy z Paryża), publicată în revista Nowiny (Noutățile). Înaintea întoarcerii definitive, poposește în Roma și în Veneția. În Veneția, le cunoaște pe cele două surori Szetkiewicz, Maria, care va fi prima lui nevastă, și Jadwiga, cu care va purta o corespondență statornică, totalizând mai mult de 500 de scrisori, în intervalul 1879-1916. În afara corespondențelor de presă, scrie nuvelele Orso, Janko muzicantul (Ianko muzykant), Din jurnalul unui învățător din Poznan (Zpamietnika poznańskiego nauczyciela) și Pentru pâine (Za Chlebem). Se întoarce în țară în 1879.
În 1881 scrie celebra nuvelă Paznicul farului (Latarnik).
În 1882 preia conducerea redacției ziarului Słowo (Cuvântul), unde apare întreaga sa creație literară din acea perioadă, printre care și nuvelele Amintire din Maripoza (Wspomnienie z Maripozy) și Bartek învingătorul (Bartek zwyciężca). Se naște fiul său, Henryk-Jósef, urmat, anul următor, de fiica sa, Jadwiga.

## Poziționarea față de pozitivismul polonez
Ca urmare a observațiilor critice din Scrisorile din călătorie și din ultimele sale opere, în cercurile literare poloneze se credea că, la întoarcerea în țară, Sienkiewicz va apăra nonconformismul în viața socială sau se va alătura curentului pozitivist. În schimb, atitudinea sa a stârnit consternare, prin afilierea sa la gazeta neoconservatoare Słowo, căsătoria din 18 august 1881 cu Maria Szetkiewicz, fiica unor nobili bogați cu moșii întinse, rezerva față de opera unor scriitori pozitiviști, declarați și programatici, precum Bolesław Prus, Eliza Orzeszkowa și Maria Konopnicka, și debutul său ca autor de romane istorice, fapt interpretat drept atitudine paseistă și de ignorare intenționată a realităților contemporane.
Sienkiewicz nu caută soluții teoretice, ci este sensibil la suferințele poporului său și la elocvența răului social. Se orientează spre romanele istorice datorită convingerii că în fața unei realități degradante oamenii trebuie îmbărbătați. Astfel, el consideră că „în loc să zugrăvești starea de spirit actuală și pe oamenii de astăzi, mizeria lor cotidiană, contradicțiile față de ei înșiși, neputința, zbuciumul”, e mai util „să arăți societății că au existat clipe și mai rele, mai cumplite, mai deznădăjduite, și că, totuși, salvarea și renașterea au sosit”.
Sienkiewicz își precizează punctul de vedere referitor la realismul polonez și la romanul zolist într-un articol din 1881, intitulat Despre naturalism în roman. Incompatibilitatea dintre Sienkiewicz și ceilalți mari reprezentanți ai realismului polonez este datorată modului unilateral în care Sienkiewicz le interpretează opera, referindu-se la „excesul de culori sumbre”, „pesimism premeditat” și „lucruri care nu există și nu pot exista”. Prin delimitarea netă a romanului zolist de cel polonez, Sienkiewicz consideră că naturalismul nu poate avea drept de cetate în literatura poloneză, deoarece „Noi trebuie să mergem în sus, nu să ne rostogolim în jos. Drumul nostru este altul, mai serios, mai aspru, de aceea și romanul nostru are o menire diferită, și, anume, să dea sănătate, nu să răspândească putrefacția... Dacă se învăluie în tristețe, tristețea asta este mai curând dorul de ideal decât pesimismul istovirii și al deznădejdii... Pesimismul este destrămare, romanul nostru are însă datoria să lege ceea ce este dezlegat, să fie legătura dintre suflete și, după expresia poetului, să fie arca alianței între anii vechi și cei noi”. Astfel, el condamnă dogmatismul pozitivismului și pe cel zolist.

## Trilogia istorică
În 1879 începe redactarea Trilogiei istorice formate din romanele Prin foc și sabie, Potopul și Pan Wołodyjowski. Trilogia este plasată în prima jumătate a secolului al XVII-lea. Conflictul dintre Bogdan Hmelnițki și panii polonezi constituie fundalul istoric din Prin foc și sabie. Invazia regelui suedez Carol al X-lea Gustav în nordul Poloniei, între 1655-1660, constituie pretextul romanului Potopul. Pan Wołodyjowski folosește ca fundal istoric războiul polono-turc din timpul domniei lui Michal Korybut Wisniowiecki.
Prima parte a Trilogiei este publicată în 1883, în foiletonul cotidianului Słowo. Seria dedicată romanului Prin foc și sabie începe la 2 mai 1883 și se încheie în numărul din 1 martie 1884. Succesul este uriaș, în ciuda criticilor aspre pentru interpretarea falsă a istoriei, tirajul ziarului Słowo ridicându-se la 10.000 de exemplare, cel mai mare din epocă. Foiletoanele sunt publicate simultan și în ziarul Czas din Cracovia. În mod excepțional pentru acea epocă, Prin foc și sabie apare și sub formă de carte.  Romanul stârnește un interes imens, atât în lumea literară, printre autorii de romane istorice, precum Zygmunt Kaczkowski, Teodor Tomasz Jeż sau pozitivistul Bołeslaw Prus, care îi dezvăluie gravele abateri de la adevărul istoric, cât și în rândul cititorilor. Cei mai mulți dintre colegii săi scriitori îl condamnă, pornind o campanie de presă defăimătoare, întinsă pe parcursul mai multor ani. În schimb, printre cititori începe un adevărat cult, scriitorul câștigând entuziasmul și admirația lor fără margini. În Polonia, câștigă un statut semi-legendar, după cum îl descrie Stanislaw Tarnowski: „Cândva jurnalele, sau poate și istoriile literare, vor aminti faptul că atunci când apărea Prin foc și sabie nu exista conversație care să nu înceapă și să nu se termine cu asta, că despre eroii romanelor se discuta și se gândea ca despre niște oameni vii, că în scrisorile către părinții lor copiii le comunicau ce-a făcut Skrzetuski și ce-a spus Zagłoba, că în vreme ce fetele tinere îi scriau sau intenționau să-i scrie autorului, ca, pentru Dumnezeu! nu cumva să-l omoare pe Skrzetuski, mamele și bunicele cărunte, binecuvântându-și nepoții, se rugau cu lacrimi în ochi, urându-le să aibă parte de un suflet ca al acestuia. Atunci va părea o legendă întâmplarea cu femeia care, întrebată de ce e atât de tristă, a răspuns: <<Barul a căzut!>> sau cu rugăciunea pe care a rostit-o careva pentru sufletul lui Podbipieta și abia pe la mijlocul rugăciunii și-a dat seama că era o moarte plăsmuită și un suflet plăsmuit. Iar toate acestea sunt purul adevăr și dovada că trăim cu figurile romanului în preajma noastră, că au pus stăpânire pe imaginația și pe inimile noastre”.
Succesul primei părți a Trilogiei îl motivează să scrie cea de a doua carte, Potopul. Începe redactarea lucrării la jumătatea anului 1884 și o încheie la 21 august 1886. În 1884-1885 își însoțește soția, grav bolnavă de plămâni, în diferite localități balneoclimaterice, printre care San Remo, Reichenhall, Merano, Menton, până la moartea ei, la Falkenstein, lângă Frankfurt  pe Main, la 19 octombrie 1885.
La sfârșitul lui 1886 întreprinde o călătorie de patru luni în Imperiul Otoman, Grecia și Italia, pentru a se odihni, a se documenta și a se familiariza cu peisajul oriental, în scopul pregătirii celui de-al treilea roman, Pan Wołodyowski. La 6 octombrie pleacă la Constantinopol cu trenul, trecând prin București și Varna.
Cel de-al treilea roman, Pan Wołodyowski, început în primăvara lui 1887, e publicat în paralel în foiletoanele ziarului Słowo din Varșovia, Czas din Cracovia și Dziennik Poznański (Cotidianul din Poznan).
În Potopul, scriitorul se documentează foarte minuțios, astfel încât inserează unele scene doar pentru a putea urmări desfășurarea pas cu pas a luptelor și reproduce texte autentice, precum scrisori ale Radziwiłlilor sau jurământul regelui Ioan Cazimir. De asemenea, traseul campaniilor militare a putut fi consemnat cu rigurozitate pe hartă și coincide cu adevărul istoric. Viziunea pe care scriitorul o adoptă în cadrul trilogiei și a celorlalte romane istorice este favorabilă șleahtei, aristocrația poloneză. Deși sunt prezente toate clasele și stările sociale, în viziunea autorului șleahta este apărătoarea valorilor morale tradiționale: credința creștină, devotamentul față de rege și patrie și subordonarea intereselor particulare în fața unicului interes major de apărare a patriei. Din perspectiva șleahtei, pe care Sienkiewicz o substituie poporului polonez, el proclamă idealul de viață și luptă cavalerească pentru apărarea poporului și a statului polonez. Înfrângerile inițiale se datorează în mare măsură trădării magnaților, deținători ai unor armate proprii, bogați și atotputernici pe domeniile lor, care puteau să sprijine proprii lor candidați la coroană și să facă politică pe cont propriu. Secolul al XVII-lea a fost o perioadă din istoria Poloniei în care marii latifundiari subminau în mod frecvent autoritatea puterii centrale, spărgând seimul (Parlamentul) prin exercitarea dreptului de liberum veto (protest liber), și afectând stabilitatea internă a țării, prin numeroasele atacuri și acte de violență, din cauza cărora majoritatea nobililor suferiseră cel puțin o condamnare. Populația din regiunile aflate sub ocupație suedeză este supusă silniciilor, sfidării legilor omeniei, prădăciunilor și lăcomiei invadatorului. Rezistența, care inițial este slabă, sporadică și dezorganizată, devine din ce în ce mai puternică, după întoarcerea regelui Ioan Cazimir, prin crearea unui front comun întins peste tot teritoriul țării, în Wielkopolska, Małopolska, regiunile de pe țărmul Mării Baltice și ținutul Zmudź, din care fac parte mai întâi șleahta, din ai cărei membrii era recrutată oastea regulată, urmată de țărani, târgoveți, șleahta măruntă, clerul și formațiunile de partizani. Deși imaginea de ansamblu este veridică, tabloul are nevoie de unele nuanțări. Astfel, personajele istorice reale sunt „corectate” cu o anumită prudență, scrupulozitatea culegerii de informații exacte funcționând ca un retuș menit să diminueze unele defecte de caracter, să accentueze unele trăsături pozitive, să dea iluzia veridicității și să creeze personaje memorabile. De exemplu, autorul acordă un rol excesiv episodului Częstochowa, iar în cazul legământului regelui Ioan Cazimir la Tyszowce, autorul adaugă pasajul în care regele ar fi promis țărănimii accesul la viața publică. De asemenea, autorul creează un număr mare de personaje fictive.

## Viața și opera după publicarea Trilogiei istorice
În 1887-1888, Sienkiewicz a întreprins numeroase călătorii în țară și străinătate, vizitând Bruxelles, Viena, Oostende și Parisul. În viața sa intimă, Maria Babska, o tânără nepoată a scriitorului, încearcă să îl determine la un mariaj, pe care scriitorul îl refuză, invocând starea precară a sănătății sale. O va lua de soție peste 20 de ani. În luna decembrie a aceluiași an, publică o scrisoare deschisă referitoare la un dar bănesc anonim, de 15.000 de ruble, pe care l-a primit, însoțit doar de cuvintele: „Michal Wołodyjowski lui Henryk Sienkiewicz”. Concluzia scrisorii era următoarea: „Fără să fiu un om bogat, câștig atât cât îmi trebuie, sau chiar mai mult decât îmi trebuie. Din această pricină, în ciuda recunoștinței ce i-o port, nu pot accepta darul celui ce se ascunde în spatele pseudonimului Michal Wołodyjowski. Banii i-am depus ca un depozit la Societatea de Credit Funciar, de unde pot fi ridicați în decurs de trei ani. După trecerea acestui termen le voi da destinația pe care o voi crede de cuviință”. După ce primește aprobarea donatorului anonim, Sienkiewicz înființează o bursă la Academia de Științe din Cracovia, denumită după soția lui decedată, Maria Sienkiewiczowa. Bursa, care durează până în anul 1918, când se devalorizează, era destinată artiștilor polonezi (literați, pictori, muzicieni) bolnavi de plămâni, pentru a le înlesni vacanțele medicale în țări cu climă prielnică. De această bursă au beneficiat actori și pictori polonezi de seamă, precum: Maria Konopnicka, Stanislaw Wyspiański, Stanisław Witkiewicz și Kazimierz Tetmajer.
În același an, în presa din Varșovia și Cracovia apare un eseu intitulat Despre romanul istoric (O powiesei historycznej), prin care Sienkiewicz răspunde atât la criticile mai vechi ale lui Bołeslaw Prus, cât și la cele mai noi formulate de Georg Brandes într-o conferință literară ținută la Varșovia în 1886.
Dezorientarea care cuprinsese intelectualitatea poloneză în fața avântului mișcării muncitorești din ultimele două decenii ale secolului al XIX-lea a afectat și creația lui Sienkiewicz. Romanele Fără dogmă și Familia Polaniecki fac apologia tradiționalismului catolic, iar  Vârtejuri rămâne un pamflet la adresa revoluției din 1905.
În timpul primului război mondial, Sienkiewicz organizează în Elveția, împreună cu Ignacy Paderewski, Comitetul de ajutorare a victimelor războiului din Polonia. Moare la 15 noiembrie 1916 la Vevey, Elveția. Osemintele i-au fost aduse în patrie în 1924.

## Opera
- Humoreski z teki Worszyłły (Humoreștile din mapa lui Worszyłło) (1872)
- Na marne (În zadar) (1872)
- Stary sługa (Bătrânul servitor) (1875)
- Hania (1875)
- Szkice węglem (Schiță în cărbune) (1877)
- Listy z podróży do Ameryki (Scrisori din călătoria în America) (1878)
- Janko Muzykant 1879
- Za chlebem (După pâine) (1880)
- Ogniem i mieczem (Prin foc și sabie) (1884) - roman istoric
- Potop (Potopul) (1886) - roman istoric
- Pan Wołodyjowski (1888) - roman istoric
- Bez dogmatu (Fără ideal) (1891)
- Rodzina Połanieckich (Familia Połaniecki) (1895)
- Quo Vadis (1896)
- Na jasnym brzegu (Pe țărmul însorit) (1897)
- Krzyżacy (Cavalerii teutoni) (1900)
- Na polu chwały (Pe câmp de glorie) (1906)
- Wiry (Vârtejuri) (1910)
- W pustyni i w puszczy (Prin pustiu și junglă) (1912)